# Juan de Araujo
Juan de Araujo , né en 1646 à Villafranca de los Barros, Espagne et mort en 1712 à La Plata, Bolivie, est un musicien et compositeur de l'époque baroque, actif en Amérique du Sud.

## Biographie
Né à Villafranca en 1646, Juan de Araujo arrive très jeune à Lima au Pérou en compagnie de son père, fonctionnaire du vice-roi du Pérou, le Comte de Lemos. Il fait ses études musicales dans cette ville, probablement avec Tomás de Torrejón y Velasco.
En 1670 il est nommé maître de chapelle de la cathédrale de Lima. L'indépendance d'esprit du jeune compositeur dérange le vice-roi qui l'expulse de la ville en juillet 1676. Il fait un bref séjour au Panama et probablement au Guatemala où il fait connaître l'œuvre de son maître Tomás de Torrejón y Velasco, puis revient au Pérou. Il occupe le poste de maître de chapelle tout d'abord à la cathédrale de Cuzco, puis à la cathédrale de Sucre (anciennement La Plata), où il restera jusqu'à sa mort en 1712.
Plus de 150 manuscrits de Juan de Araujo sont conservés à la cathédrale de Sucre. On conserve également d'autres œuvres du compositeur à Cuzco (Pérou), La Paz (Bolivie), Montevideo (Uruguay) et dans les missions jésuites de Moxos (Bolivie).